# IC 3771
IC 3771 ist eine Balken-Spiralgalaxie vom Hubble-Typ SB? im Sternbild Jagdhunde am Nordsternhimmel. Sie ist schätzungsweise 869 Millionen Lichtjahre von der Milchstraße entfernt.
Das Objekt wurde am 21. März 1903 von Max Wolf entdeckt.